# グラント・テイラー
グラント・アラン・テイラー（Grant Alan Taylor, 2002年5月20日 - ）は、アメリカ合衆国アラバマ州ローダーデール郡フローレンス出身の野球選手（投手）。右投右打。MLBのシカゴ・ホワイトソックス所属。

## 経歴

### プロ入りとホワイトソックス時代
2023年のMLBドラフト2巡目(全体51位)でシカゴ・ホワイトソックスから指名されプロ入り。
2024年に傘下のルーキー級アリゾナ・コンプレックス・リーグ・ホワイトソックスでプロデビューし、すぐにA級カナポリス・キャノンボーラーズに昇格した。しかし、7月23日に背筋の怪我で60日間の故障者リストに入れられ、シーズン終了となった。
2025年はAA級バーミングハム・バロンズでスタートし、15試合に先発し防御率1.01を記録した。6月10日、AAA級を飛び級でメジャー昇格することが発表された。翌日の6月11日、ヒューストン・アストロズ戦でメジャーデビューを果たした。

## 詳細情報

### 背番号
- 31（2025年 - ）